# تيم فاونتن
تيم فاونتن (بالإنجليزية: Tim Fountain)‏ هو كاتب وكاتب مسرحي بريطاني، ولد في 23 ديسمبر 1967 في Dewsbury ‏ في المملكة المتحدة.